# Caloplaca stipitata
Caloplaca stipitata är en lavart som beskrevs av Wetmore. Caloplaca stipitata ingår i släktet orangelavar och familjen Teloschistaceae.   Inga underarter finns listade i Catalogue of Life.